# ساتوشی اوروشیهارا
ساتوشی اوروشیهارا (به ژاپنی: うるし原 智志 Urushihara Satoshi) (زاده ۹ فوریه ۱۹۶۶ در بخش مرکزی جزیره هیروشیمای ژاپن)، فکاهی‌نویسی که آثار شاد وی بیشتر به صورت کارتون (پویانمایی) منتشر شده‌است.